# Linaria cretacea
Linaria cretacea là một loài thực vật có hoa trong họ Mã đề. Loài này được Fisch. ex Spreng. mô tả khoa học đầu tiên.